# Mar del Japón
El mar del Japón es un brazo del océano Pacífico que se extiende entre el archipiélago japonés, al este, y el continente asiático, al oeste. Cubre una superficie de 978 000 km².

## Historia
Durante siglos, el mar había protegido a Japón de las invasiones terrestres, especialmente de los mongoles. Durante mucho tiempo había sido navegado por barcos asiáticos y, desde el siglo XVIII, por barcos europeos. Las expediciones rusas de 1733-1743 cartografiaron Sajalín y las islas japonesas. En la década de 1780, el francés Jean-François de La Pérouse, viajó hacia el norte a través del mar a través del estrecho que más tarde recibió su nombre. En 1796, William Robert Broughton, un oficial naval británico, exploró el estrecho de Tartaria, la costa oriental del Extremo Oriente ruso y la península de Corea.
En 1803-1806, el navegante ruso Adam Johann von Krusenstern, mientras navegaba por el mundo en el barco Nadezhda, también exploró el mar del Japón y las costas orientales de las islas japonesas. En 1849, otro explorador ruso, Guennadi Nevelskói, descubrió el estrecho entre el continente y Sajalín y trazó un mapa de la parte norte del estrecho de Tartaria. Se realizaron expediciones rusas en 1853-1854 y 1886-1889 para medir las temperaturas de la superficie y registrar las mareas. También documentaron el carácter ciclónico de las corrientes marinas.
Otras expediciones notables del siglo XIX incluyen la exploración estadounidense del Pacífico norte (1853-1856) y la expedición británica Challenger (1872-1876). La vida acuática fue descrita por V. K. Brazhnikov en 1899-1902 y P. Yu. Schmidt en 1903-1904. Los estudios científicos japoneses del mar no comenzaron hasta 1915 y se volvieron sistemáticos desde la década de 1920.
Los balleneros estadounidenses, canadienses y franceses navegaron en busca de ballenas en este mar entre 1847 y 1892. La mayoría entró al mar por el estrecho de Corea y salió por el estrecho de La Pérouse, pero algunos entraron y salieron por el estrecho de Tsugaru. Apuntaron principalmente a las ballenas francas, pero comenzaron a capturar ballenas jorobadas a medida que disminuían las capturas de ballenas francas. También intentaron capturar ballenas azules y rorcuales comunes, pero estas especies invariablemente se hundían después de ser sacrificadas. Las ballenas francas fueron capturadas de marzo a septiembre, con capturas máximas en mayo y junio. Durante los años pico de 1848 y 1849, un total de casi 160 embarcaciones (más de 50 en 1848 y más de 100 en 1849) cruzaron el mar del Japón, con números significativamente menores en los años siguientes.

## Características físicas
El mar está rodeado, por el este, por las islas japonesas de Hokkaidō, Honshū y Kyūshū y por la isla de Sajalín (Rusia); y, por el oeste, por la península de Corea y la parte continental de Rusia.
Está conectado con otros mares mediante cinco estrechos de poca profundidad: el estrecho de Tartaria entre Asia continental y la isla de Sajalin; el estrecho de La Pérouse entre las islas de Sajalín y Hokkaido; el estrecho de Tsugaru entre las islas de Hokkaido y Honshū; el estrecho de Kanmon entre las islas de Honshū y Kyūshū; y el estrecho de Corea entre la península de Corea y la isla de Kyūshū. El estrecho de Corea está compuesto por el Canal Occidental y el estrecho de Tsushima alrededor de la isla de Tsushima.

### Rusia

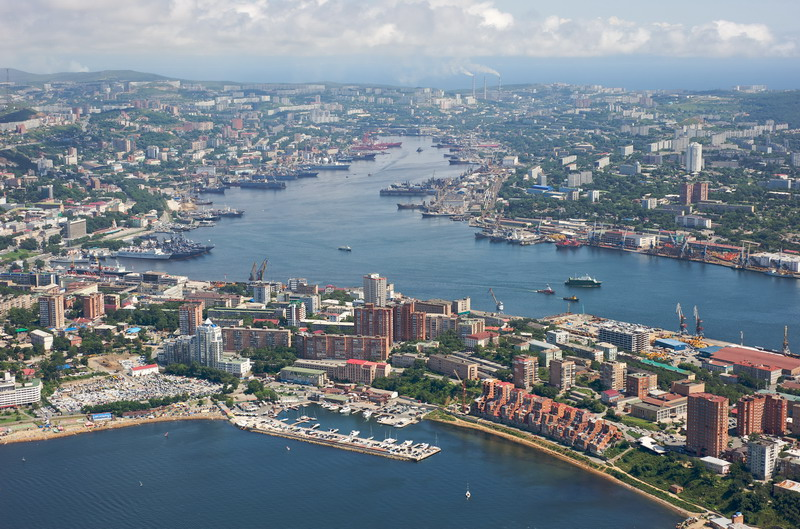
Centro de Vladivostok y el Zolotoy Rog.

Cuerno de Oro
Con una longitud de 6,5 km, una anchura de unos  600 m y una profundidad de 20−27 m, la bahía está situada en la parte nororiental del golfo de Pedro el Grande, en el mar de Japón. Está separada de la bahía del Amur, situada al oeste de la península de Shkot.
Golfo de Pedro el Grande
El golfo se extiende desde el cabo Povorotny, al este, hasta la frontera con Corea del Norte, al oeste, un tramo de costa de 200 km. La península de Muraviov-Amourski, en la que se localiza la ciudad de Vladivostok, y las islas que la prolongan, dividen el golfo en dos, formando la bahía de Amur, al oeste, y la bahía de Ussuri, al este. 
En el golfo se encuentran muchas islas, como las islas del archipiélago de Rimski-Kórsakov, isla Askold, isla Poutiatine o isla Rousski, que está separada del continente por el Bosfor Vostochny. En invierno, las bahías del norte del golfo permanecen normalmente congeladas por el hielo. 
La costa del golfo de Pedro el Grande tiene una longitud de unos 1500 km y es muy dentada, con numerosas bahías pequeñas. Además de las bahías del Amur y Ussuri, las principales bahías son: 
- bahía de Zolotoi Rog (bahía del Cuerno de Oro)
- bahía de Diomede
- bahía de Ulises
- bahía de Najodka
- bahía Possiet
- bahía Chamora

Parte de la bahía de Pedro el Grande (630 km²) está protegida como Santuario Marino Nacional del Lejano Oriente, establecido en 1978.

## Hidrología
La temperatura del agua se ve afectada principalmente por el intercambio con la atmósfera en la parte norte del mar y por las corrientes en la parte sur. Las temperaturas invernales son de 0 °C o inferiores en el norte y de 10-14 °C en el sur. En esta estación, hay una gran diferencia de temperatura entre las partes occidental y oriental debido a las corrientes circulares. Así, en la latitud del golfo de Pedro el Grande, la temperatura del agua es de unos 0 °C en el oeste y de 5-6 °C en el este. Esta diferencia este-oeste desciende a 1-2 °C en verano, y las temperaturas suben a 18-20 °C en el norte y a 25-27 °C en el sur.
Como resultado de la naturaleza cerrada del mar, sus aguas forman capas claramente separadas que pueden mostrar dependencia estacional y espacial. En invierno, la temperatura es casi constante con la profundidad en la parte norte del mar. Sin embargo, en las partes centro-sur, puede ser 8-10 °C hasta 100-150 m, 2-4 °C a 200-250 m, 1-1,5 °C a 400-500 m y luego permanecen en torno a 0 °C hasta el fondo. El calentamiento por el sol y los monzones tropicales aumenta el gradiente de profundidad en primavera-verano.
En el norte, la capa superficial puede calentarse hasta 18-20 °C. La temperatura descendería bruscamente a 4 °C a 50 m, luego descendería lentamente a 1 °C a 250 m y se mantendría así hasta el lecho marino. Por el contrario, la temperatura en el sur podría disminuir gradualmente a 6 °C en 200 m, luego a 2 °C en 260 m y a 0,04-0,14 °C a 1000-1500 m, pero luego subiría a unos 0,3 °C cerca del fondo. Esta capa fría a unos 1000 m se forma por el hundimiento de agua fría en la parte norte del mar en invierno y es llevada al sur por las corrientes marinas; es bastante estable y se observa durante todo el año.
El aislamiento hidrológico del Mar de Japón también se traduce en una salinidad media del agua ligeramente inferior (34,09‰, donde ‰ significa partes por mil) en comparación con el Océano Pacífico. En invierno, la salinidad más alta (34,5‰) se observa en el sur, donde la evaporación predomina sobre las precipitaciones. La más baja es del 33,8‰ en el sureste y el suroeste, debido a las frecuentes lluvias, y se mantiene en torno al 34,09‰ en la mayoría de las demás zonas.
La descongelación del hielo en primavera reduce la salinidad del agua en el norte, pero se mantiene alta en 34,60-34,70‰ en el sur, en parte debido a la entrada de agua salada a través del Estrecho de Corea. Una variación típica de la salinidad a través del mar en verano es de 31,5‰ a 34,5‰ de norte a sur. La distribución de la salinidad en profundidad es relativamente constante. La capa superficial tiende a ser más dulce en las partes del mar que experimentan deshielo y lluvias. La densidad media del agua es de 1,0270 g/cm3 en el norte y de 1,0255 g/cm3 en el sur en invierno. En verano baja a 1,0253 y 1,0215 g/cm3, respectivamente.

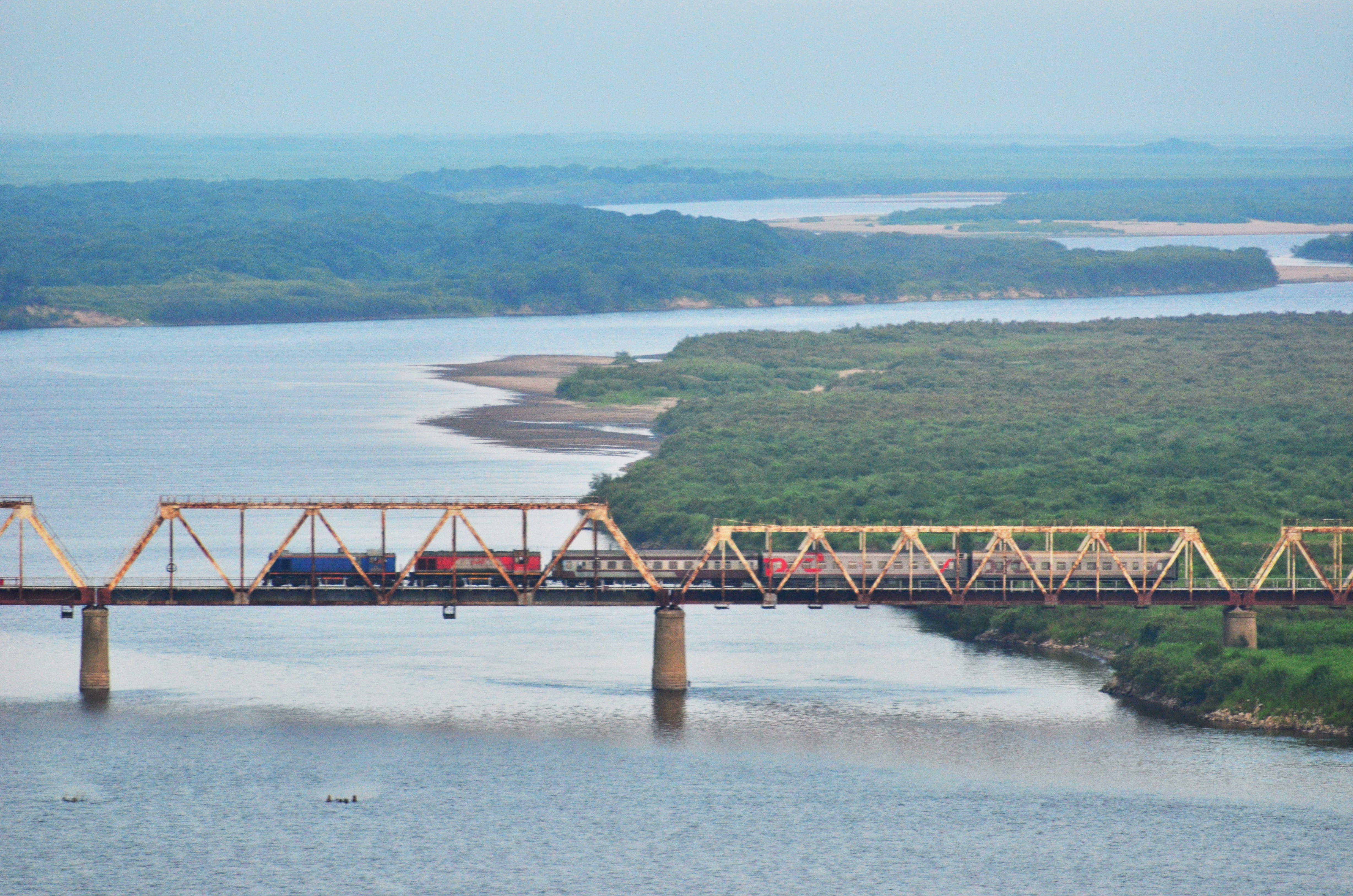
El río Tumen desemboca en el mar de Japón. Los últimos 17 km del río forman la frontera entre Corea del Norte y Rusia. Esta foto corresponde al Puente de la Amistad Corea-Rusia que cruza el río Tumen

Pocos ríos desembocan en el mar de Japón desde la parte continental de Asia, siendo los más caudalosos el Tumen, Rudnaya, Samarga, Partizanskaya y Tumnin; todos ellos tienen carácter montañoso. En cambio, numerosos grandes ríos fluyen desde Honshū y Hokkaidō hacia el mar, incluidos los cuatro ríos más grandes de Japón en el Shinano, el Ishikari, el Agano y el Mogami. La descarga fluvial anual total en el mar es de 210 km³ y es relativamente constante a lo largo del año, salvo un pequeño aumento en julio. La mayor parte del agua (97% o 52200 km³) desemboca en el mar a través del estrecho de Corea y descarga por los estrechos de Tsugaru (64% o 34610  km³, La Pérouse 10380 km³) y Corea. Las precipitaciones, la evaporación y la afluencia fluvial sólo representan el 1% del balance hídrico. Entre octubre y abril, el flujo de salida supera al de entrada debido al menor ingreso a través del estrecho de Corea; este equilibrio se invierte entre mayo y septiembre.
El mar tiene mareas complejas, inducidas por la marea del océano Pacífico que penetra por el estrecho de Corea y el estrecho de Tsugaru. Las mareas son semidiurnas (suben dos veces al día) en el estrecho de Corea y en la parte septentrional del estrecho de Tartaria. Son diurnas en la costa oriental de Corea, Extremo Oriente ruso y las islas japonesas de Honshū y Hokkaidō. Las mareas mixtas se producen en el Golfo de Pedro el Grande y el estrecho de Corea. Las mareas tienen una velocidad de 10-25 cm/s en mar abierto. Se aceleran en el estrecho de Corea (40-60 cm/s), el estrecho de La Pérouse (50-100 cm/s) y, sobre todo, en el estrecho de Tsugaru 100-200 cm/s).
La amplitud de las mareas es relativamente baja y varía mucho a lo largo del mar. Al sur, cerca del estrecho de Corea, alcanza los 3 metros, pero desciende rápidamente hacia el norte. Estrecho de Corea, pero desciende rápidamente hacia el norte hasta 1,5 metros (4,9 pies) en el extremo sur de la península coreana y hasta 0,5 metros (1,6 pies) metros en las costas norcoreanas. Mareas bajas similares se observan en Hokkaidō, Honshū y el sur de Sajalín. Sin embargo, la amplitud aumenta a 2,3-2,8 metros (7,5-9,2 pies) hacia el norte del estrecho de Tartaria debido a su forma de embudo. Aparte de las mareas, el nivel del agua también experimenta variaciones estacionales relacionadas con los monzones en todo el mar, observándose los niveles más altos en verano y los más bajos en invierno. El viento también puede cambiar localmente el nivel del agua en 20-25 centímetros (7,9-9,8 plg); por ejemplo, es más alto en verano en las costas coreanas y más bajo en las japonesas.
Las aguas marinas tienen un color entre azul y verde azulado y una transparencia de unos 10 metros (32,8 pies). Son ricas en oxígeno disuelto, especialmente en las partes occidental y septentrional, que son más frías y tienen más fitoplancton que las zonas oriental y meridional. La concentración de oxígeno es del 95% del punto de saturación cerca de la superficie, disminuye con la profundidad hasta alrededor del 70% a 3000 metros (9842,5 pies).

## Delimitación de la IHO
La máxima autoridad internacional en materia de delimitación de mares, la Organización Hidrográfica Internacional («International Hydrographic Organization, IHO), considera el mar de Japón como un mar. En su publicación de referencia mundial, «Limits of oceans and seas» (Límites de océanos y mares, 3.ª edición de 1953), le asigna el número de identificación 52 y lo define de la forma siguiente:

En el suroeste.
El límite noreste del mar de China Oriental (50) y el límite occidental del mar Interior (53)
En el sudeste.

En Simonoseki Kaikyo. Una línea que va de Nagoya Saki (130°49,5'E) en Kyúsyû a través de las islas de Uma Sima y Mutare Sima (33°58,5'N) hasta Murasaki Rana (34°01'N) en Honsyû.
En el este.
En el Tsugaru Kaikô. Desde el extremo de Siriya Saki (141°28'E) a la extremidad de Esan Saki (41°48'N).
En el nordeste.
En el estrecho de La Perouse (Kaikyô Saya). Una línea que une Sôni Misaki y Nishi Notoro Misaki (45º55'N).
En el norte.
Desde cabo Tuik (51°45'N) hasta el cabo de Sushcheva.
Limits of oceans and seas, pág. 32.

## Disputa sobre el nombre del mar del Japón
En Corea se le llama mar del Este (동해/東海).
La disputa sobre el nombre del mar del Japón es la controversia entre las dos Coreas y Japón cuyo asunto principal gira en torno a un desacuerdo sobre cuándo el nombre «mar del Japón» se convirtió en el estándar internacional. Japón afirma que el término ha sido el estándar internacional desde al menos principios del siglo XIX, mientras que las Coreas afirman que el término «mar de Japón» surgió más tarde mientras Corea estaba bajo el dominio japonés, y antes de esa ocupación, otros nombres como «mar de Corea» o «mar del Este» se utilizaron en inglés.
Este mar marginal del oeste del océano Pacífico comprende las islas japonesas de Hokkaidō, Honshū y Kyūshū, la isla Sajalín al este y la península coreana y Rusia al oeste. Es común llamarlo mar del Japón, pero Corea del Norte y Corea del Sur prefieren mar del Este.
Corea alega antecedentes históricos por el término «mar de Corea» o «mar de Oriente». Por su parte, Japón protesta que la controversia es simplemente un asunto de papeles que no tiene ninguna real significancia, y que el término «mar del Japón» ya es una norma establecida. Adicionalmente, los cuerpos internacionales UCSGN y IHO dieron opiniones que apoyan la posición japonesa.